# Албанска ривиера
Албанската Ривиера (на албански: Riviera shqiptare/Bregu) е крайбрежен район в област Вльора край Йонийско море. Център на крайбрежния район е селото Дърми.
Намира се под планина Канали или Каналия – в Южна Албания. Не бива да се бърка с албанското крайбрежие като цяло, което включва както Ривиерата, така и предимно равнинното крайбрежие на Централна и Северна Албания. Албанската Ривиера се намира само по брега на Йонийско море, чийто плажове са каменисти, а не песъчливи. Единствените пясъчни плажове по цялото йонийско крайбрежие са намиращите се на гръцка територия – Амудия и Луца-Врахос, както и тези на остров Корфу.
Традиционно се счита, че районът започва на юг от Националния парк „Логара“ и продължава по крайбрежието през селата Борш, Химара, Кепаро, Пикерас и завършва в Луковие. Според друго разбиране Албанската Ривиера стига до Саранда или остров Тонго, като крайната точка на север е Вльора или полуостров Карабурун – като начална точка. За Албанската Ривиера са характерни традиционните средиземноморски селища, античните замъци, и православните църкви.
През 2009 г. е пуснат в експлоатация след основен ремонт крайбрежният път, от който се открива прекрасна гледка към морето и остров Корфу.